# غارنت هيوز
غارنت هيوز هو عسكري كندي، ولد في 22 أبريل 1880 في تورونتو في كندا، وتوفي بنفس المكان في 13 أبريل 1937.